# Genovesa
Genovesa (ook wel Isla Genovesa of Tower Island) is een van de kleinere Galapagoseilanden; het ligt in het noordoosten van de archipel.

## Beschrijving
Het eiland heeft de vorm van een hoefijzer. Het is de top van een schildvulkaan waarvan een explosiekrater met zeewater is volgelopen. Die inham heet de Darwinbaai. Midden op het eiland ligt nog een krater die met zout water gevuld is, het Arcturusmeer.
Het eiland wordt vooral door vogels bewoond. Onder andere broeden er zeevogels (roodpootgent, nazcagent, roodsnavelkeerkringvogel en zwaluwstaartmeeuw) op de steile kliffen rond de Darwinbaai en verder in het geboomte en struikgewas van het eiland. Bovendien is het leefgebied voor een ondersoort van de kleine galapagosspotlijster (Mimus parvulus bauri) en de genovesagrondvink (Geospiza acutirostris), een der darwinvinken.